# 奈伦
奈伦（荷蘭語：Nijlen，荷蘭語發音：[ˈnɛi̯lə(n)]）是比利时弗拉芒大區安特衛普省梅赫倫區的一个市镇，通行荷蘭語，是弗拉芒社群的一部分，面积39.09平方千米，人口22,936人（2020年1月1日）。